# Litsea bindoniana
Litsea bindoniana är en lagerväxtart som först beskrevs av Ferdinand von Mueller, och fick sitt nu gällande namn av Ferdinand von Mueller. Litsea bindoniana ingår i släktet Litsea och familjen lagerväxter. Inga underarter finns listade i Catalogue of Life.